# 夏の前日
『夏の前日』（なつのぜんじつ）は、吉田基已による日本の漫画作品。『good!アフタヌーン』（講談社）において01号（創刊号・2009年）から44号（2014年6月7日発売）まで連載された。単行本は全5巻。作者のデビュー作『水と銀』／『水の色 銀の月』の前日譚に当たる。
題名はたまの同名の楽曲から拝借したとのこと。単行本1巻のキャッチコピーは「甘く切なく擬かしい、ふたりの長い夏の前日」。

## あらすじ
夏の暑い日、芸術大学で油絵を描く青木哲生はバイト先の画材屋で月下画廊に勤める年上の和服美人・藍沢晶と知り合う。絵を描いているところにたびたび現れる晶に対して当初は反感を持つが、ある雨の日、晶が取った行動から恋愛関係となる。

## 登場人物
青木 哲生（あおき てつお）
日吉ヶ丘芸術大学洋画科で油絵を専攻する4年生。絵については担当の教授や森からも評価されているが、まだ自信は無い模様。人との接し方は不器用で、きつい言い方になってしまうことも多く、家族（特に父親）とも余り上手くいっていない。端正な顔立ちではあるが、晶以前の男女関係は無い模様。喫煙者。
アルバイト先の画材店で初めて晶と出会う。作品展に出す予定の絵を描いていた河原に晶がたびたび現れるようになると、邪魔だと思い反感を持ちつつも、気になる存在となって行く。その後美術館への「デート」に誘われ同行するものの、警戒して迷惑と言い放つ。ただし、いい女だとは思っている。
音楽活動も行っており、森とのバンドではベースを担当している。
雨の降る日に晶の置き忘れた傘を届けに画廊に行くが、そこで晶に思いがけない行動を取られ、晶のマンションで一旦は躊躇しつつも結ばれる。哲生には晶が初めての女性だった。恋愛は面倒と思いつつも相思相愛となっていく。
合鍵を渡され通うようになるが、ある日に制作に集中するためしばらく来ないと宣言する。時間があるときには逢いに行きたいと思いつつ、それは勝手すぎると遠慮していたが、忘年会に疲れ、途中で抜け出し久々にマンションに行き、その部屋の静かさに落ち着いた。
藍沢 晶（あいざわ あきら）
本作品のヒロイン。「月下画廊」に勤める、いつも和服に日傘という純和風の、年上の女性である。哲生のバイトする画材屋にチラシを置いており、ある夏の日の納品で面識を持つ。
汗だくになりながら河原で絵を描いている哲生に話し掛け、その後数日に亘って、絵を描いている哲生を見に行くようになる。
ある雨の日、傘を届けに来た哲生に質問し、答えて立ち去ろうとしたときにいきなり口づける。雨に濡れた服を乾かすということで自宅マンションに招き入れ、「乱れた女」だと思われることにためらいを持ちつつも、自身から積極的に行動し、肉体関係を持つ。その理由は、最初は「哲生のことを見ているだけでよかった」と思っていたが、次第に哲生が欲しいと思うようになっていったから。
制作に集中したいという理由でしばらく来ないと言った哲生に対し、まだ心を開いてくれていないと感じていた。その後、酔っ払って久しぶりに現れた哲生に対し、ぐりぐりと頭を撫でた。
哲生の絵は以前開催された展覧会で見ており、気に入っていた。雑誌に「藍沢晶の美しい日々」という連載エッセイを持っている。
亜藤 森（あとう もり）
作者のデビュー作『水と銀』の主人公で、哲生と同じ美大生。2浪で留年もしていて哲生よりも年上なため、3年生だがタメ口で話す。無精髭を生やしている。哲生とはバイト仲間でもあり、また趣味でバンドを組みギターを担当、時々学内で弾き語りを行っている。結構な人気がある模様。
哲生のちょっとした発言から「女を知ったらしい」と見抜いた。また「つきあいが悪い」などとからかってもいる。
井上 里子（いのうえ りこ）
哲生や森と同じ美大の4年生。ショートカットでそばかすのある眼鏡キャラ。喫煙者。ヌードの自画像を描いている。クロッキーが好き。飲み会でははしゃぎ、哲生や森に「暗い」などと言ってからかう。
鳩子（はとこ）
晶の友人。「cafe galerieこばと」というカフェを営んでいる。
晶に「肌ツヤがよすぎる」と言って男がいると、さらに相手は哲生だと見抜く。哲生のことは二枚目と思っているが、「性格悪いに決まってる」と誤解している。その後もたびたび晶と哲生の話を、晶本人から聞いている模様。
小早川 華海 （こばやかわ はなみ）
同じ大学のデザイン科2年生。素性や「はなみ」の字をどう書くのかなどがずっと謎のままだったが、3巻で判明。哲生と遭遇するときには何故かいつもひまわりなどの花束を持っていたため、哲生は、絵ではなく写真関連の学部なのではないかと思っていた。
そういったもろもろのことが判明したのは、森が哲生にはなみを新しい彼女だと紹介したからだった。

## 書誌情報
- 吉田基已 『夏の前日』 講談社〈アフタヌーンKC〉、全5巻
  1. 2010年2月5日初版発行、ISBN 978-4-06-310624-4 - すごろくなどの描き下ろしページあり。
  2. 2011年4月7日初版発行、ISBN 978-4-06-310742-5
  3. 2012年6月7日初版発行、ISBN 978-4-06-387829-5
  4. 2013年7月5日初版発行、ISBN 978-4-06-387908-7
  5. 2014年8月7日初版発行、ISBN 978-4-06-387988-9